# Midwest Airlines (compagnia aerea)
Midwest Airlines era una compagnia aerea egiziana con base al Cairo, Egitto. Effettuava voli charter tra l'Egitto e l'Europa.. Ha terminato le operazioni nel 2012.

## Storia
Fu fondata nel 1998 con una flotta iniziale di due Airbus A310-300. Uno di questi è stato conservato, mentre l'altro fu venduto nel 2004.
Fin dall'inizio la compagnia offrì voli charter dai centri turistici egiziani verso l'Europa e il Medio Oriente per conto di agenzie di viaggio locali e internazionali. La compagnia cessò le operazioni di volo nel 2006, per colpe imputabili ai suoi proprietari. La vendita, seguita da altre acquisizioni di azioni, fu formalizzata nel maggio del 2009; nel settembre 2009 iniziò invece l'effettiva ristrutturazione e riorganizzazione della compagnia. Questi sforzi hanno riportato la Midwest sul mercato del trasporto aereo. Fu quindi preso in leasing un Boeing 737-600, che ha permesso alla compagnia di rinnovare il suo COA.

## Flotta
La flotta consisteva nel 2012 dei seguenti aeromobili, con un'età media di 7,7 anni: